# Friedrich-Wilhelm-Platz (Berlin)
Der Friedrich-Wilhelm-Platz liegt im Ortsteil Friedenau des Berliner Bezirks Tempelhof-Schöneberg. Benannt ist er nach dem Deutschen Kaiser Friedrich III., der als preußischer Kronprinz zur Zeit der Platzbenennung die Vornamen Friedrich Wilhelm führte. Der Platz bildet das topografische Zentrum der geometrischen Straßenfigur Carstenns, der „Carstenn-Figur“, und damit den Mittelpunkt Friedenaus, um den sich das symmetrische Straßennetz des Ortsteils erstreckt. Die Hauptverkehrsachse bildet in Nord-Süd-Richtung die Bundesallee, die von 1874 bis 1888 Kaiserstraße und danach bis 1950 Kaiserallee hieß.

## Geschichte

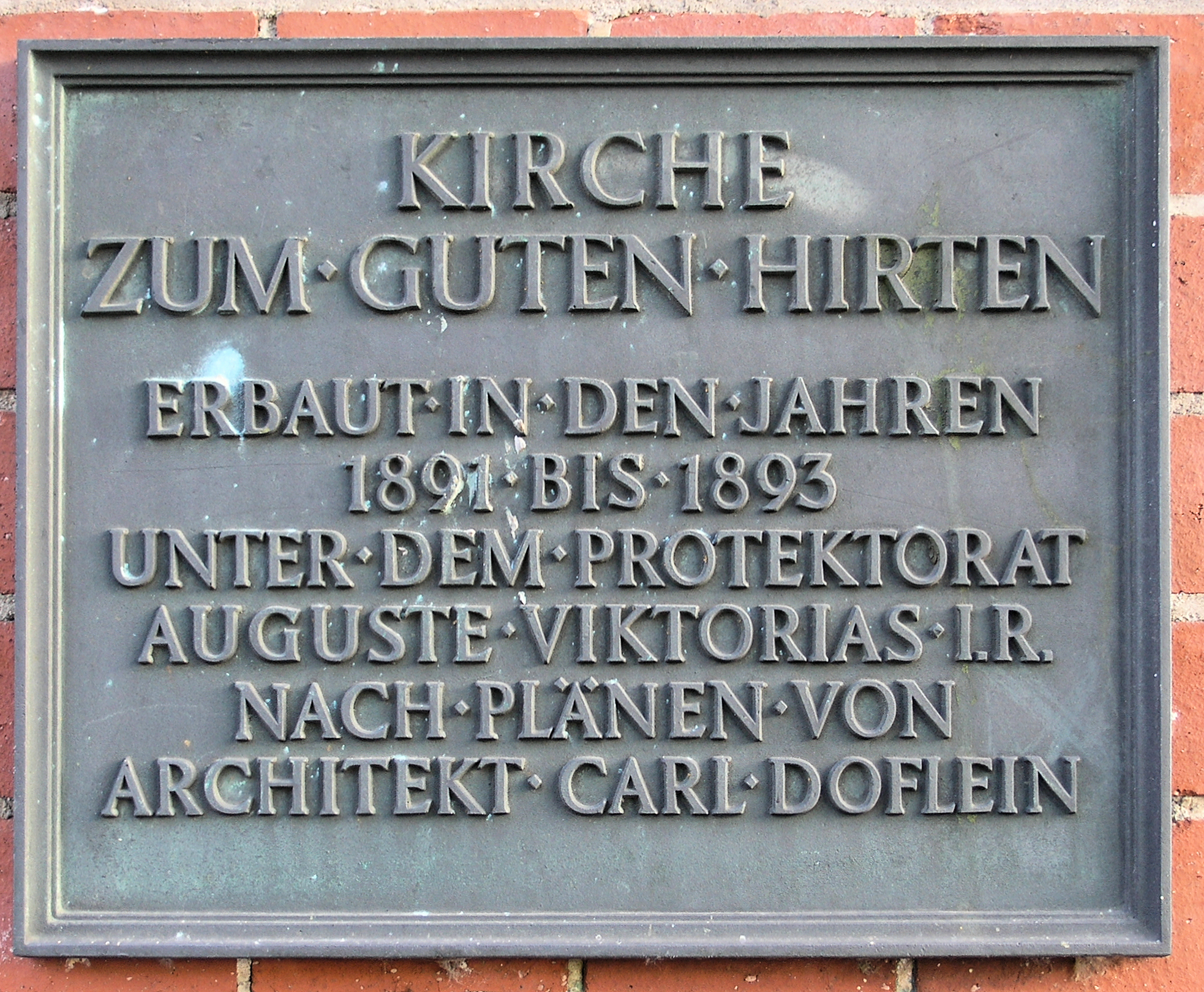
Gedenktafel am Eingang zur Kirche

Der Platz entstand um 1870 nach Plänen von Johann Anton Wilhelm von Carstenn und Johannes Otzen als Platzerweiterung an der damaligen Kaiserstraße. Im Jahr 1887 wurde er gärtnerisch gestaltet. Die auf dem Platz anlässlich des 410. Geburtstags von Martin Luther am 10. November 1893 im neugotischen Stil von der Deutschen Kaiserin Auguste Viktoria eingeweihte evangelische Kirche Zum Guten Hirten des Architekten Karl Doflein ist als Landmarke von Weitem gut sichtbar. Die Grundsteinlegung erfolgte am 21. Oktober 1891. Im März 1892 begannen die Bauarbeiten und am 10. November 1893 wurde die Kirche eingeweiht. Im nördlichen Teil des Platzes wurde 1901 ein Sandsteinbrunnen mit Kaiser Wilhelm-Denkmal von Baumeister Ludwig Dihm errichtet.
Im Jahr 1945 gab es Bestrebungen, den Friedrich-Wilhelm-Platz in Engelsplatz umzubenennen, was allerdings durch den damaligen Berliner Magistrat nicht durchgeführt wurde. Bis Ende der 1960er Jahre umfloss der Verkehr einschließlich der dort fahrenden Straßenbahn den Platz auf beiden Seiten. Im Zusammenhang mit dem Bau der Linie U9 der Berliner U-Bahn und der Anlage des U-Bahnhofs Friedrich-Wilhelm-Platz, die im Jahr 1971 in Betrieb gingen, wurde der Platz so umgestaltet, dass die Bundesallee ihn seitdem auf der östlichen Seite zur Schmiljanstraße hin tangiert, um den inzwischen stärker gewordenen Durchgangsverkehr aufnehmen zu können. Dadurch ist die ursprünglich symmetrische Angerform des Platzes verlorengegangen.

## Lage
Insgesamt führen folgende Straßen zum Platz hin:
- Bundesallee
- Goßlerstraße
- Wiesbadener Straße
- Wilhelmshöher Straße
- Görresstraße
- Sarrazinstraße
- Niedstraße
- Schmargendorfer Straße
- Schmiljanstraße

An der Ecke zur Schmargendorfer Straße befindet sich das markante – aus drei Teilen bestehende – Bauensemble Die Burg, wovon ein Teil von einem Sportverein genutzt wird und die anderen beiden der Kinder- bzw. Jugendbetreuung des Ortsteils dienen.